# 宁波市第九医院
宁波市第九医院，又称江北区人民医院，是中国浙江省宁波市江北区一所公立综合医院，前身为成立于1952年的宁波市第六联合诊所，1954年更名为泗州联合诊所，1958年更名为中马联合卫生所，1959年更名为江北联合门诊部，1961年更名为中马联合诊所，1962年更名为江北卫生院，1965年更名为中马卫生院，1986年更名为江北区中心卫生院，1994年更名为江北区人民医院:1585-1586，2010年7月29日现址启用，并改为现名，2013年8月26日曾与宁波市第一医院签约，托管成为宁波市第一医院江北分院，现已停止托管，为二级甲等医院。